# Leptotyphlops brevissimus
Leptotyphlops brevissimus este o specie de șerpi din genul Leptotyphlops, familia Leptotyphlopidae, descrisă de Shreve 1964. Conform Catalogue of Life specia Leptotyphlops brevissimus nu are subspecii cunoscute.